# День археолога

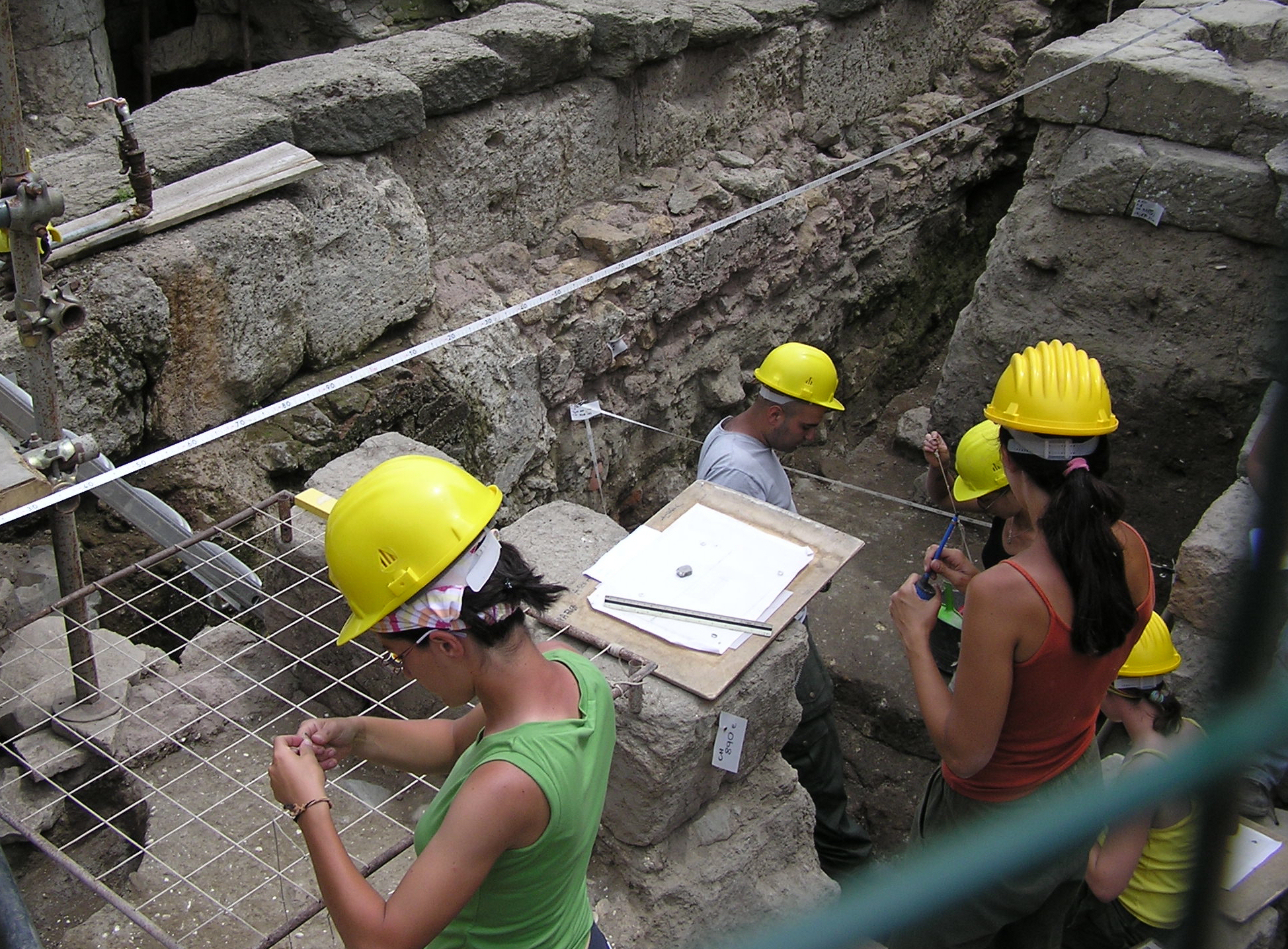
Археологи за работой

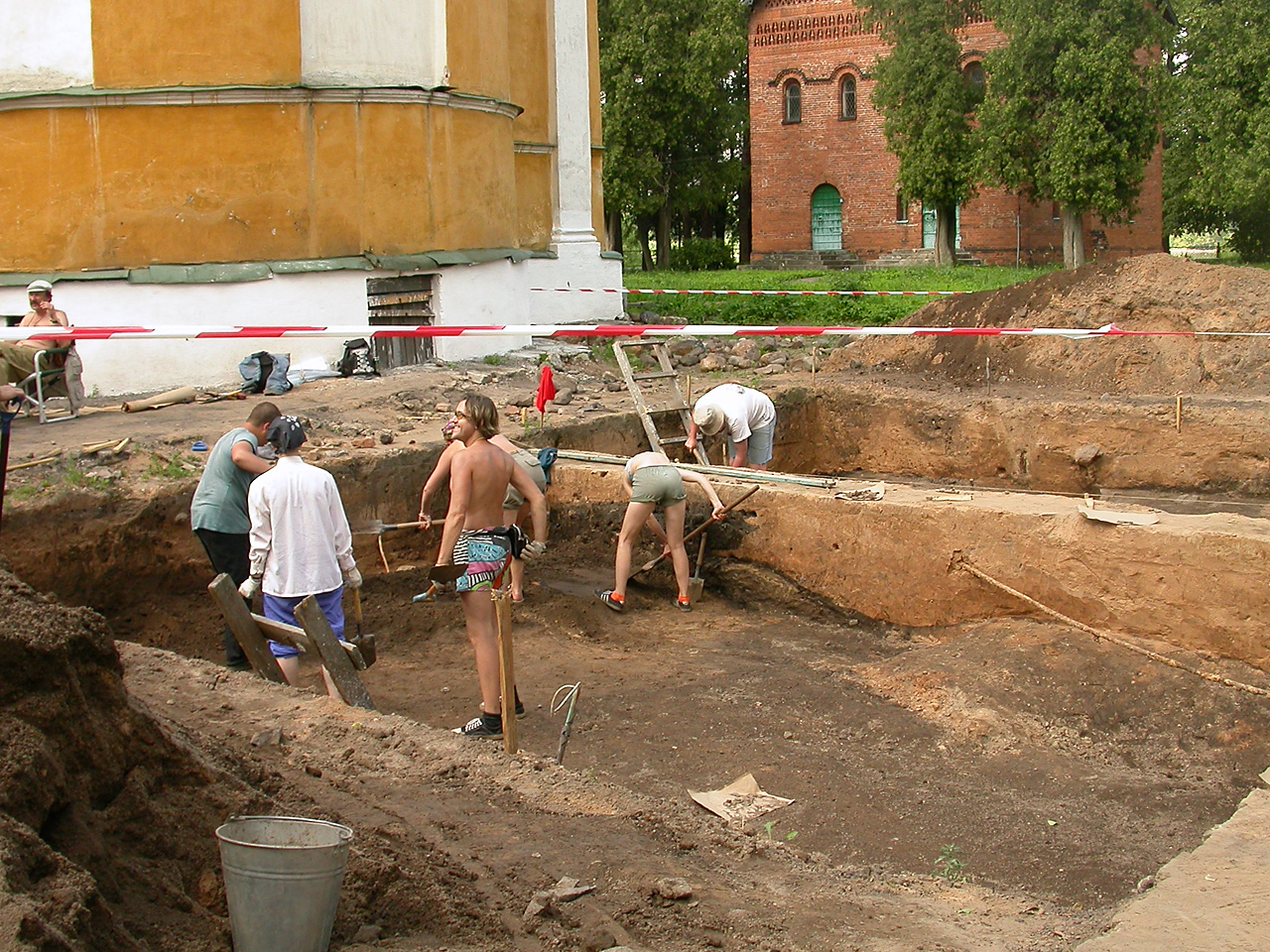
Раскопки в Угличе

День археолога — неофициальный профессиональный праздник археологов России,  Белоруссии и Казахстана, официальный праздник на Украине (с 2008 года). Отмечается 15 августа. Обычно в этот день проводится «посвящение в археологи».

## История праздника
В отличие от других профессиональных праздников, день археолога не является официальным. Его появление не связано с каким-либо государственным указом. О происхождении праздника ходит несколько легенд, одну из которых рассказал в интервью академик Валентин Янин:

Когда-то, лет 70 назад, ещё перед войной, велись в Новгороде раскопки. Ребятам-археологам захотелось праздника, пришли они к руководителю экспедиции Арциховскому и говорят: «Сегодня большой праздник, надо бы отметить». — «А какой?» — «Да день рождения Буцефала, коня Александра Македонского!» Ну и отметили, как полагается. А потом повод забылся, и стал День рождения Буцефала Днём археолога.

По иной версии, традиция праздника восходит к экспедиции 40-х — 50-х годов, руководимой археологом Т. С. Пассек, день рождения которой приходился на 15 августа. Поскольку вышеозначенная экспедиция стала настоящей «кузницей кадров», то вполне закономерно, что её участники и разнесли добрую традицию по городам и весям.
Согласно документальным источникам, инициатором празднования Дня археолога выступила Г. Ф. Корзухина. Впервые его провели летом 1947 года в Староладожской археологической экспедиции под руководством В. И. Равдоникаса.